# Jürgen Jürgens (Moderator)
Jürgen Jürgens (* 22. September 1952 in Berlin; † 21. Mai 2018 ebenda)  war ein deutscher Radiomoderator.

## Leben
Jürgens begann seine Laufbahn am 11. November 1969 beim Sender Freies Berlin. Zu den bekanntesten Sendungen gehörte die 1967 erstmals ausgestrahlte Präsentation der Hörercharts Hey Music, die er ab 1972 moderierte. Nach einer Umstrukturierung wechselte der Sendeplatz 1990 vom SFB 2 zum Jugendradio Radio 4U, wo die Sendung Top 98zwo genannt wurde. Als Musikchef beim Sender Radio Berlin 88,8 führte Jürgens die Hörercharts ab 1992 unter ihrem alten Namen montags von 19:30 Uhr bis 22 Uhr weiter.
Am 8. November 2010 ging von 19:15 Uhr bis 21:58 Uhr die 2000. Ausgabe der Hey Music mit Jürgen Jürgens bei radioBERLIN 88.8 vom rbb auf Sendung. Im November 2017 ging er in den Ruhestand, als letzte Sendung wurde am 19. November eine Abschiedsgala unter dem Namen 50 Jahre Hey Music – Danke, Jürgen Jürgens! ausgestrahlt, die auch im rbb Fernsehen übertragen wurde.
Über seine Moderatorentätigkeit hinaus veröffentlichte Jürgens 2007 ein Buch zum 40-jährigen Jubiläum der Sendung. In seiner Freizeit betätigte er sich außerdem als Maler. Seine Werke wurden von Februar bis April 2009 im Berliner Fernsehzentrum des Rundfunks Berlin-Brandenburg ausgestellt.
Jürgens war seit Oktober 2008  bis zu seinem Tod mit der Sängerin und Schauspielerin Elke Martens verheiratet und lebte mit ihr bei Potsdam. Er starb im Mai 2018 im Alter von 65 Jahren nach langer schwerer Krankheit. Sein Grab befindet sich auf dem Friedhof in Fahrland.